# トラフィック (バンド)
トラフィック（Traffic）は、イングランドのロック・バンド。スペンサー・デイヴィス・グループを脱退したスティーヴ・ウィンウッドを中心に1967年に結成され、1969年から1970年までの解散を挟んで、1974年まで活動した。
活況を呈した1960年代後半から1970年代前半のブリティッシュ・ロック・シーンで、様々なジャンルの音楽とロックとの融合を試みる実験精神を持ったバンドだった。

## 略歴

### 1967年–1969年
1967年4月、ウィンウッド（ボーカル、オルガン）、デイヴ・メイスン（ギター）、ジム・キャパルディ（ドラム）、クリス・ウッド（サックス、フルート）によってバーミンガムで結成。クリス・ブラックウェルのアイランド・レコードと契約を結んだ。ジミー・ミラーのプロデュースによるデビュー・シングル「ペイパー・サン」、2作目「ホール・イン・マイ・シュー」がイギリスのチャートをにぎわせた。代表作の一つ「ディア・ミスター・ファンタジー」が収録されたデビュー・アルバム『ミスター・ファンタジー』は、全英アルバムチャートで16位、Billboard 200で88位を記録した。
1968年、セカンド・アルバム『トラフィック』発表。全英アルバムチャートで9位、Billboard 200で17位を記録。同年9月にシングル・カットされた「フィーリン・オールライト」は、後に様々なシンガーやバンドに取り上げられた。しかし同アルバムの発表後にメイスンが脱退。さらに1969年にはウィンウッドがエリック・クラプトン、ジンジャー・ベイカー、リック・グレッチとブラインド・フェイスを結成。トラフィックは解散した。同年、片面にライブ音源を収録したアルバム『ラスト・エグジット』が発表された。

### 1970年–1974年
ブラインド・フェイスはデビュー・アルバム発表後に解散。ウィンウッドはベイカーが結成したジンジャー・ベイカーズ・エア・フォースに参加した後、キャパルディとウッドを招いてソロ・アルバムを制作。完成したアルバム『ジョン・バーレイコーン・マスト・ダイ』を1970年にトラフィック名義で発表。同アルバムは実験色をより強め、ブリティッシュ・トラッドからブルース、ジャズまで幅広い音楽を融合し、独特の音世界を築いた。
ウィンウッド、キャパルディ、ウッドはグレッチ（ベース）、元デレク・アンド・ザ・ドミノスのジム・ゴードン（ドラムス）、リーバップ・クワク・バー（パーカッション）を迎えてトラフィックのライブ活動を再開し、1971年6月から7月にかけて復帰したメイスンを交えてロンドンで行なったコンサートの音源を収録したアルバム『ウェルカム・トゥ・ザ・キャンティーン』を同年9月に発表。続いて新作『ザ・ロウ・スパーク・オブ・ハイ・ヒールド・ボーイズ』を11月に発表した。その後、グレッチとゴードンに代えて、マッスル・ショールズ・サウンド・スタジオのロジャー・ホーキンス（ドラムス）、デヴィッド・フッド（ベース）、バリー・ベケット（オルガン）を迎えて、1973年3月に『シュート・アウト・アット・ザ・ファンタジー・ファクトリー』　を発表。マッスル・ショールズのメンバーとリーバップを連れてツアーを行ない、同年4月にドイツで開かれたコンサートの音源を収録した『オン・ザ・ロード』を10月に発表した。
その後、ウィンウッドらは少人数編成に戻るべくマッスル・ショールズのメンバーに別れを告げ、ロスコ・ジー（ベース）を迎えた。キャパルディがドラマーの任に復帰して、1974年9月にアルバム『ホエン・ジ・イーグル・フライズ』を発表し、ジーを含んだ4人編成でアメリカ・ツアーを開始した。しかし、ウィンウッドの健康状態が悪化してツアーを中止せざるを得なくなり、自分達の活動の見通しが立たなくなったので同年に解散した。

### その後
1983年、ウッドが肝機能不全により他界。享年39歳。
1994年、ウィンウッドとキャパルディがトラフィック名義でアルバム『ファー・フロム・ホーム』を発表。サポート・メンバーを従えて『ウッドストック 1994』に出演。
1998年、メイスンとキャパルディが、デイヴ・メイスン & ジム・キャパルディ名義でツアーを行なう。翌年、ツアーの模様を収録したライブ盤を発表。
2004年にロックの殿堂入りを果たし、オリジナル・メンバーのウィンウッド、メイスン、キャパルディ、ウッドが受賞者に選ばれた。授賞式にはウィンウッドら3名とウッドの妹ステファニーが出席し、デイヴ・マシューズがプレゼンターを務めた。引き続いて「ディア・ミスター・ファンタジー」が演奏されたが、メイスンの姿はなかった。後日、彼にオリジナル録音と同様にベースを弾くことを強要したウィンウッドと、それを拒否してツイン・ギター編成を主張した彼との対立が原因だったことが発覚した。
2005年、キャパルディが癌のため他界。享年60歳。
2008年、ウッドの未発表音源を編集したCD"Vulcan"がステファニーらによって発表された。トラフィックの1974年3月25日のパリ公演から、彼が『ホエン・ジ・イーグル・フライズ』に提供した未発表曲'Moonchild Vulcan'を演奏したライヴ音源が'Wood's Bolero'として収録された。

## メンバー
- スティーヴ・ウィンウッド (Steve Winwood) – ボーカル、ギター、キーボード、ベース (1967年–1969年、1970年–1974年、1994年)
- ジム・キャパルディ (Jim Capaldi) – ドラム、パーカッション、ボーカル (1967年–1969年、1970年–1974年、1994年)
- クリス・ウッド (Chris Wood) – フルート、サックス、キーボード (1967年–1969年、1970年–1974年)
- デイヴ・メイスン  (Dave Mason) – ボーカル、ギター、シタール、ベース (1967年、1968年、1971年)
- リック・グレッチ (Ric Grech) – ベース (1970年–1972年) ギター (ライブのみ 1970年)
- ジム・ゴードン (Jim Gordon) – ドラム (1971年–1972年)
- リーバップ・クワク・バー (Rebop Kwaku Baah) – パーカッション (1971年–1974年)
- ロジャー・ホーキンズ (Roger Hawkins) – ドラム (1972年–1973年)
- デヴィッド・フッド (David Hood) – ベース (1972年–1973年)
- バリー・ベケット (Barry Beckett) – オルガン (1973年)
- ロスコ・ジー (Rosko Gee) – ベース (1974年、1994年)
- ランドール・ブラムレット (Randall Bramblett) – フルート、サックス、キーボード (1994年)
- マイケル・マクエボイ (Michael McEvoy) – キーボード、ギター、ヴィオラ (1994年)
- ウォルフレド・レイエス・ジュニア (Walfredo Reyes Jr.) – パーカッション、ドラム (1994年)

## ディスコグラフィ

### スタジオ・アルバム
- 『ミスター・ファンタジー』 - Mr. Fantasy (1967年) ※最初のアメリカ盤のタイトルは『Heaven Is In Your Mind』
- 『トラフィック』 - Traffic (1968年) ※旧邦題『トラフィック・ラスト・アルバム』
- 『ラスト・エグジット』 - Last Exit (1969年) ※旧邦題『フェアウェル・トラフィック』。アルバムのサイド2はザ・フィルモア（英語版）でのライブ音源
- 『ジョン・バーレイコーン・マスト・ダイ』 - John Barleycorn Must Die (1970年) ※旧邦題『トラフィック・ルネッサンス／ジョン・バーレイコーン・マスト・ダイ』
- 『ザ・ロウ・スパーク・オブ・ハイヒールド・ボーイズ』 - The Low Spark of High Heeled Boys (1971年)
- 『シュート・アウト・アット・ザ・ファンタジー・ファクトリー』 - Shoot Out at the Fantasy Factory (1973年)
- 『ホエン・ジ・イーグル・フライズ』 - When the Eagle Flies (1974年)
- 『ファー・フロム・ホーム』 - Far from Home (1994年)

### ライブ・アルバム
- 『ウェルカム・トゥ・ザ・キャンティーン』 - Welcome to the Canteen (1971年) ※ロンドンでのライブ[4]
- 『オン・ザ・ロード』 - On The Road (1973年) ※ドイツでのライブ[4]
- The Last Great Traffic Jam (2005年) ※1994年のライブCD & DVD

## 映像
- Traffic Featuring Steve Winwood And Jim Capaldi – Live At Santa Monica '72[5]